# Crime School
Crime School (BRA No Limiar do Crime) é um filme estadunidense de 1938, dos gênero policial, dirigido por Lewis Seiler e estrelado pelo grupo Dead End Kids e Humphrey Bogart.
Trata-se de um remake de The Mayor of Hell, (1933) estrelado por James Cagney.

## Sinopse
Uma gangue de adolescentes carentes é condenada a cumprir dois anos em um reformatório depois de quase matar um criminoso que os atacou.

## Elenco
- Billy Halop ... Frankie Warren
- Bobby Jordan ... Lester "Squirt" Smith
- Huntz Hall ... Richard "Goofy" Slade
- Leo Gorcey ... Charles "Spike" Hawkins
- Bernard Punsly ... George "Fats" Papadopolos
- Gabriel Dell ... Timothy "Bugs" Burke
- Humphrey Bogart ... comissário Mark Braden
- Gale Page ...Sue Warren
- George Offerman, Jr. ... Red
- Weldon Heyburn ... Cooper
- Cy Kendall ... Morgan
- Charles Trowbridge ... juiz Clinton
- Spencer Charters ... médico idoso
- Donald Briggs ... médico jovem
- Frank Jaquet ... comissário
- Helen MacKellar ... sra. Burke
- Al Bridge ... sr. Burke
- Sibyl Harris ... sra. Hawkins
- Paul Porcasi ... Nick Papadopolos
- Frank Otto ... Junkie
- Ed Gargan ... policial Hogan
- James B. Carson ... Schwartz
- Hally Chester ... garoto